# Camping World Stadium
Das Camping World Stadium ist ein American-Football- und Fußball-Stadion in der US-amerikanischen Stadt Orlando im Bundesstaat Florida. 2014 wurde es umfangreich renoviert und bietet momentan 61.348 Plätze.

## Geschichte
Das Stadion wurde 1936 eröffnet und kostete 115.000 US-Dollar. Es hatte damals eine Fassungsvermögen von 8900 Zuschauern. Am 1. Januar 1947 fand dann das erste College-Football-Spiel in diesem Stadion statt (Catawba – Maryville 31:6). Über die Jahre wurde das Stadion immer weiter ausgebaut, so wurden 1952 2000 Sitze hinzugefügt und 1968 wurde neben 5000 weiteren Plätzen die erste Pressetribüne installiert. Den größten Ausbau erfuhr das Stadion zwischen 1974 und 1976, als ein Fassungsvermögen von 52.000 Zuschauern erreicht wurde. Die heutige Kapazität wurde 1989 erreicht, als auf Haupt- und Gegentribüne noch ein zweiter Rang kam. Die bisher letzten Veränderungen am Stadion fanden zwischen 1999 und 2002 statt, als neue Sitze, eine neue 32,5 Meter breite Videowand und zwei Rolltreppen installiert wurden.
So hatte das Stadion die Kapazität von 70.000 Zuschauern. Allerdings konnten in der Nordkurve für wichtige Spiele zusätzliche Tribünen aufgebaut werden; das Stadion bot dann für mehr als 70.000 Zuschauer Platz. Zum letzten Mal kamen diese Zusatztribünen beim Capital One Bowl 2005 zum Einsatz (70.229 Zuschauer).
Laut eigenen Aussagen hat die Wrestling-Federation WWE den Zuschauerrekord des Citrus Bowls überboten und einen neuen aufgestellt. So sollen 2008 bei WrestleMania XXIV 74.635 Zuschauer in den Florida Citrus Bowl gekommen sein.
Von 1979 bis 2006 war der Citrus Bowl außerdem das Heimstätte für das Footballteam der University of Central Florida, die UCF Knights.
Sowohl die Stadt Orlando als auch Offizielle der UCF haben schon ihre Unzufriedenheit über den momentanen Zustand des Florida Citrus Bowls ausgedrückt. So hat das Stadion zum Beispiel nicht genügend Logen, die heute in jedem modernen Stadion vorhanden sind. Auch wird das Stadion von Vielen als zu klein betrachtet, was vor allem daran liegt, dass in den Kurven fast keine Sitzplätze vorhanden sind.
Deswegen begann die UCF 2006 damit, ein eigenes Stadion, das Spectrum Stadium, auf ihrem Campus zu bauen. Das 45.000 Zuschauer fassende Stadion wurde 2007 fertiggestellt. Die UCF Golden Knights verließen daraufhin den Florida Citrus Bowl.
Obwohl damit im Citrus Bowl seit 2007 kein großer Verein mehr spielte, kündigte Buddy Dyer, der Bürgermeister von Orlando, am 29. September 2006 an, das Stadion für 175 Millionen US-Dollar umfangreich zu sanieren und zu vergrößern. Es dauerte aber noch über sieben Jahre, ehe das Vorhaben umgesetzt wurde.
Nachdem am 29. Januar 2014 der teilweise Abriss des Stadions begann, wurde die Sportstätte einer grundlegenden Renovierung unterzogen. Dabei wurden etwa 80 Prozent des Stadions, nur die beiden Oberränge blieben erhalten, neu gebaut. Zu Sportveranstaltungen fasst das Stadion rund 65.000 Zuschauer. Bei Konzerten oder anderen Veranstaltungen werden es 75.000 Besucher sein. Die Arbeiten dauerten rund zehn Monate und die Kosten beliefen sich auf etwa 207 Millionen US-Dollar (rund 189 Millionen Euro). Wiedereröffnet wurde der Orlando Citrus Bowl am 22. November 2014 mit dem American-Football-Spiel der Florida A&M Rattlers gegen die Bethune-Cookman Wildcats.
Seit 2015 trägt Orlando City seine Spiele der Fußballliga Major League Soccer (MLS) in der frisch renovierten Fußballarena aus. Für 2017 ist der Umzug in das neue Fußballstadion Orlando City Stadium geplant. Der Citrus Bowl war eines von zehn Stadien der Copa América Centenario 2016. Die südamerikanischen Kontinentalmeisterschaft findet als Sonderausgabe zum 100-jährigen Jubiläum in den Vereinigten Staaten statt. Am 2. April 2017 fand die WWE-Wrestling-Veranstaltung WrestleMania 33 im Stadion von Orlando statt.
Im April 2016 wurde der Wohnmobil-Händler Camping World aus Bowling Green, Kentucky, für zehn Jahre Namensgeber der Anlage. Es trägt seitdem die Bezeichnung Camping World Stadium. Die Höhe der Zahlungen von Camping World wurden nicht genannt.
Der Pro Bowl 2017 kam am 29. Januar des Jahres im Stadion von Orlando zur Austragung. Dabei wurde nach drei Jahren zum alten Modus mit der Partie zwischen der American Football Conference (AFC) und der National Football Conference (NFC) zurückkehrt. Am 28. Januar 2018 und 27. Januar 2019 fand dort auch der Pro Bowl 2018 beziehungsweise der Pro Bowl 2019 statt.
Im Hinblick auf die Fußball-Weltmeisterschaft 2026 wurde die Sportstätte 2021 erneut modernisiert. Mit den Maßnahmen wollte man die Chancen, Spielort der WM zu werden, erhöhen. Die Stadt Orlando und der Orange County beschlossen die Investition in das erst 2014 umfangreich umgebaute Stadion. Letztendlich brachten die Maßnahmen nicht den gewünschten Erfolg. Stattdessen wurde das Hard Rock Stadium in Miami Gardens als Austragungsort ausgewählt.
Im Januar 2024 genehmigte der Orange County ein Finanzierungspaket in Höhe von 626 Millionen US-Dollar für die Renovierung des Camping World Stadium und des Kia Center, der Heimat des NBA-Franchise Orlando Magic. Im Juli 2025 präsentierte die Stadt Orlando die gerenderte Bilder des Architekturbüros DLR Group für eine Modernisierung und Erweiterung auf 65.000 Plätze des 1936 eröffneten Stadions für 400 Millionen US-Dollar (rund 342 Millionen Euro). Man sucht gegenwärtig nach einem neuen Namenssponsor für den Ende 2024 ausgelaufenen Vertrag mit Camping World. Die neue Vereinbarung soll mindestens zehn Jahre dauern. Im Mittelpunkt der Baumaßnahmen stehen die Oberränge, die neu gebaut werden sollen. Es ist eine versenkbare Bühne am südlichen Ende geplant. Die Stadt rechnet mit einem Baubeginn im Januar 2026 und der Fertigstellung im Spätsommer 2027.

## Tragödien
Am 24. September 2005 bereiteten sich die Footballer der UCF auf ihr Spiel gegen die Marshall University vor, als sich weniger als zwei Stunden vor Beginn des Spiels auf einem der Parkplätze, wo die Fans im Rahmen einer Tailgate-Party friedlich feierten, eine Schießerei entwickelte. Dabei wurde ein Polizist in Zivil versehentlich durch den Schuss eines anderen Polizeioffiziers getötet. Eine weitere Person verletzte sich schwer. Das Spiel fand wie geplant statt; die meisten Zuschauer erfuhren erst nach dem Spiel von diesem Vorfall.

## Veranstaltungen
Es fanden während der Fußball-Weltmeisterschaft 1994 fünf Spiele in Orlando statt.
- Gruppenspiele
- 19. Juni 1994, Gruppe F:  Belgien –  Marokko 1:0 (1:0)
- 24. Juni 1994, Gruppe E:  Mexiko –  Irland 2:1 (1:0)
- 25. Juni 1994, Gruppe F:  Belgien –  Niederlande 1:0 (0:0)
- 29. Juni 1994, Gruppe F:  Marokko –  Niederlande 1:2 (0:1)

- Finalrunde
- 4. Juli 1994, Achtelfinale:  Niederlande –  Irland 2:0 (2:0)

Auch wurden einige Partien der Gruppenphasen der Fußballturniere der Olympischen Sommerspiele 1996 im Citrus Bowl ausgetragen.
Weiterhin wurden einige Spiele der NFL-Preseason hier ausgetragen, die letzte Partie (Tampa Bay Buccaneers gegen die New York Jets) fand 1997 statt.
Auch als Schauplatz für Konzerte hat sich das Stadion einen Namen gemacht. So spielten hier schon The Who, Genesis, Pink Floyd, George Michael, Paul McCartney, Metallica, Guns N’ Roses, Billy Joel/Elton John, Van Halen, Eagles und die Rolling Stones.

## Galerie

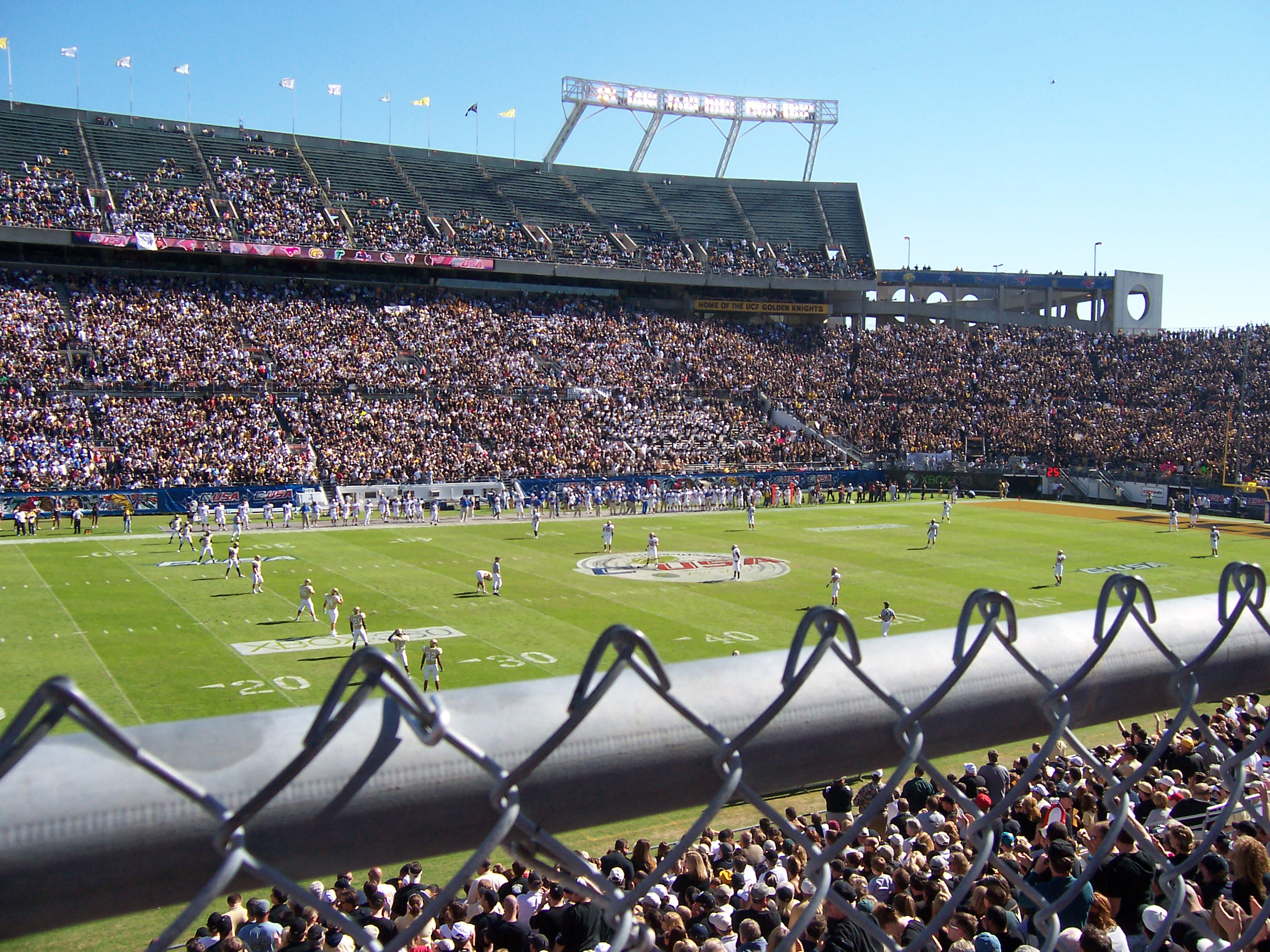
Conference USA Football Championship Game 2005 im Citrus Bowl
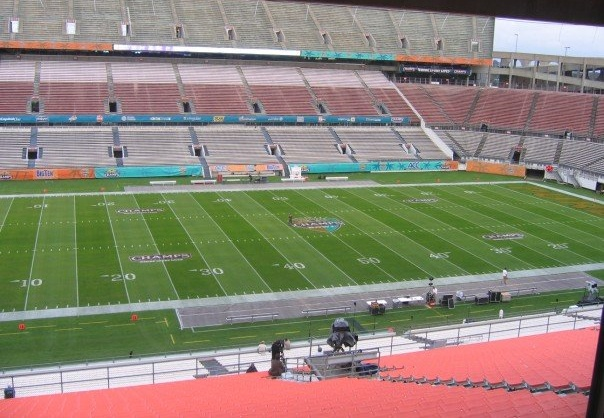
Das Spielfeld (2006)
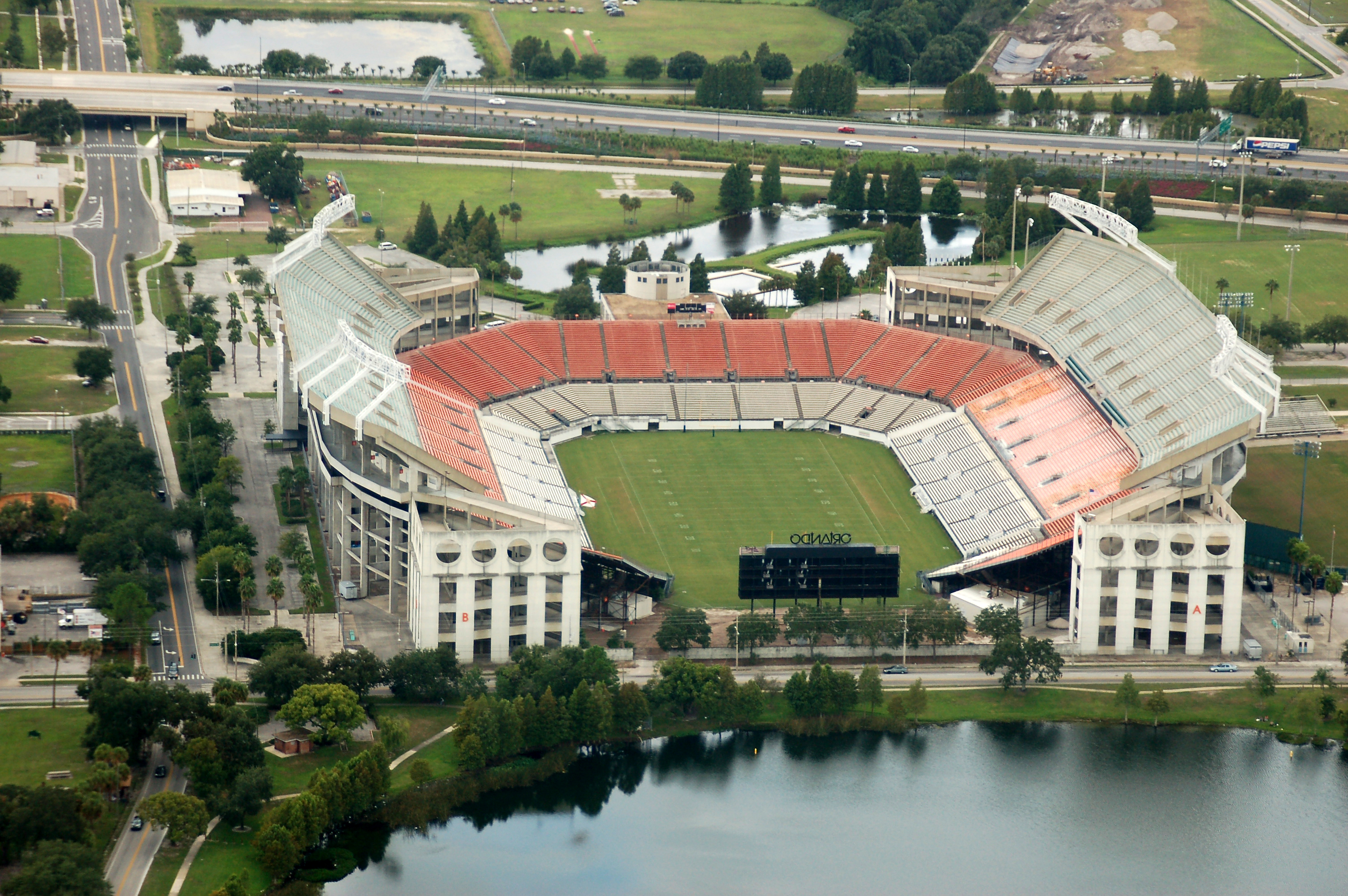
Das Florida Citrus Bowl (2007)
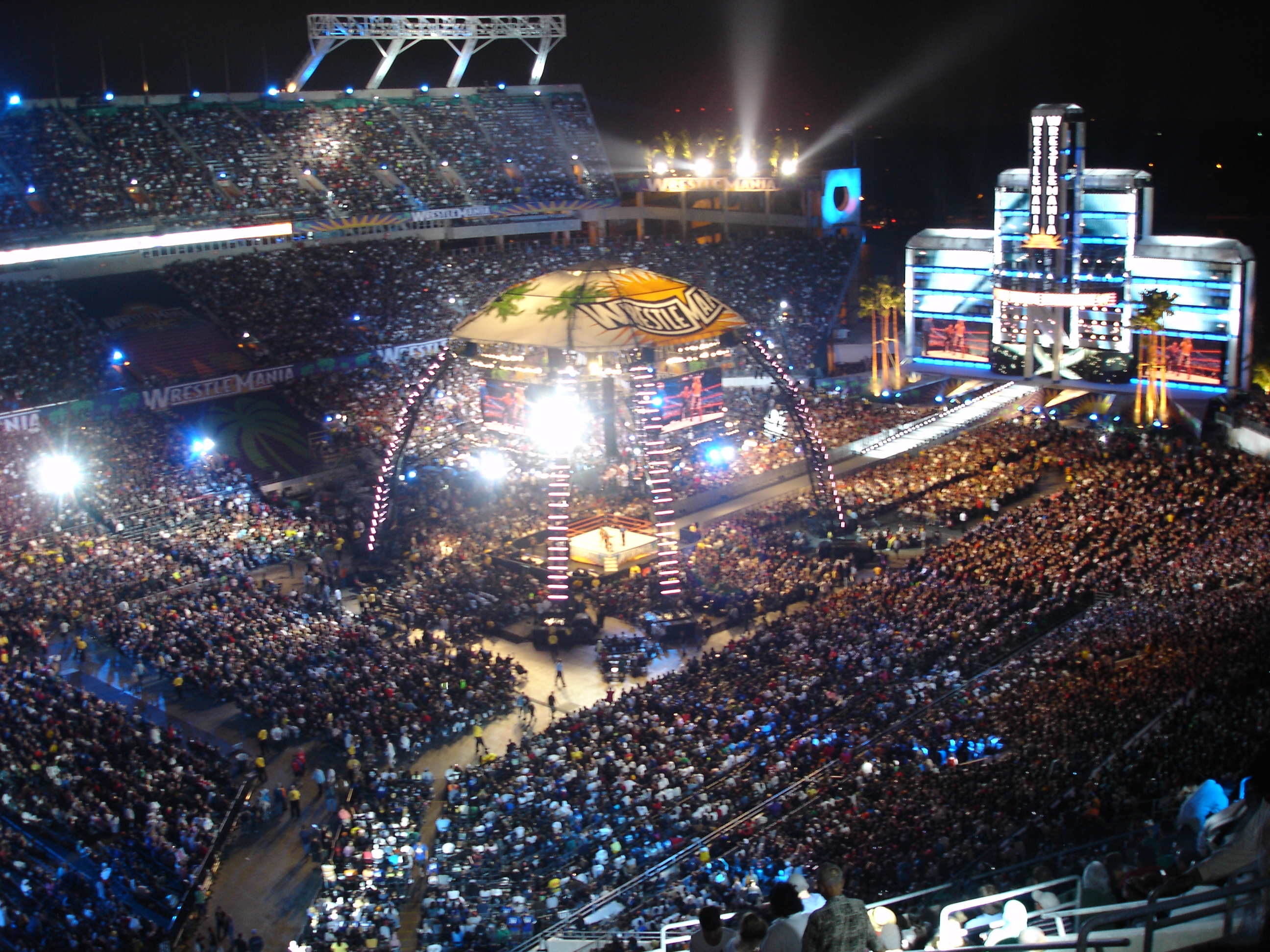
Wrestlemania XXIV (2008)
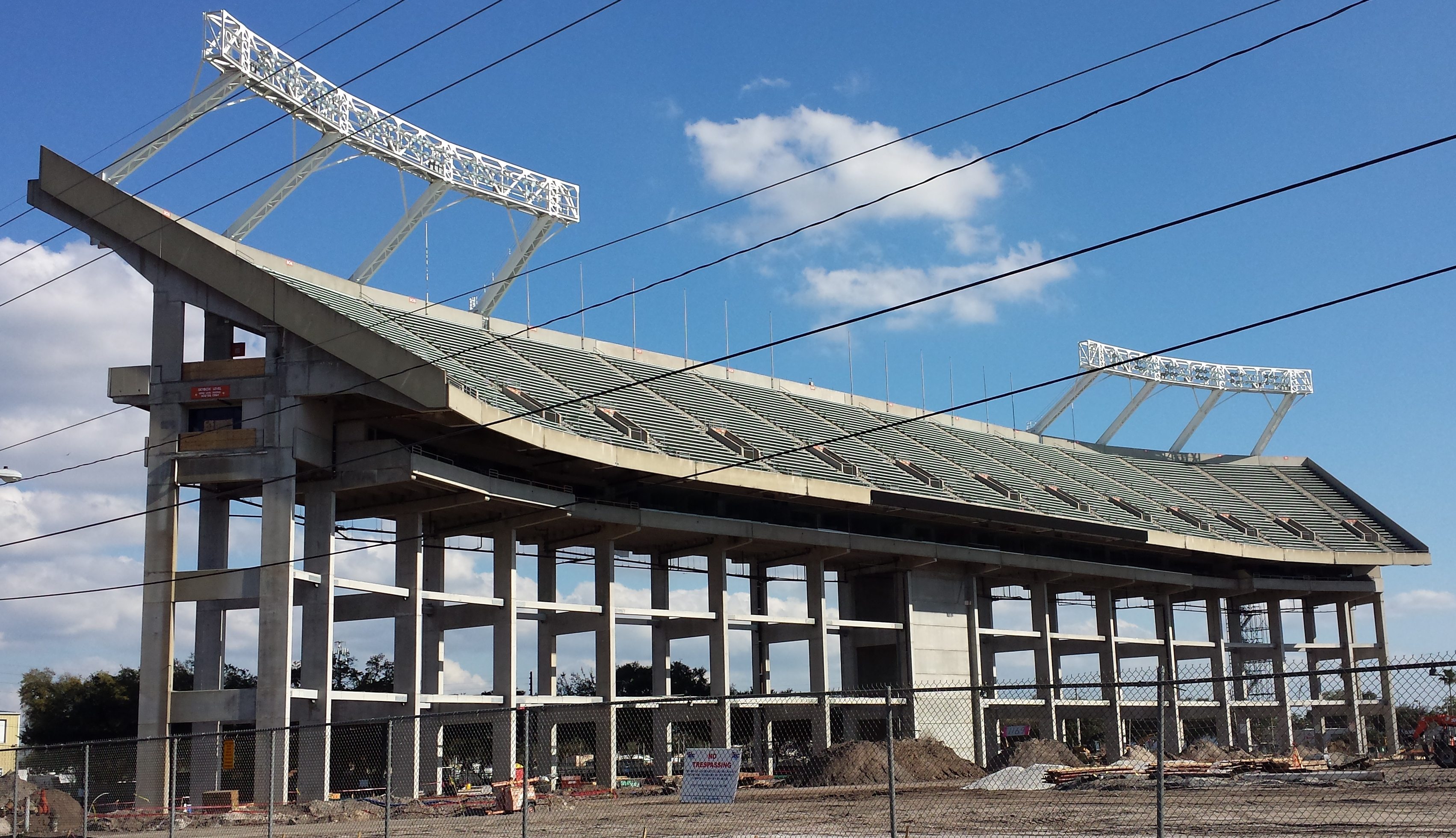
Der erhalten gebliebene Oberrang der Osttribüne während der Renovierung im März 2014
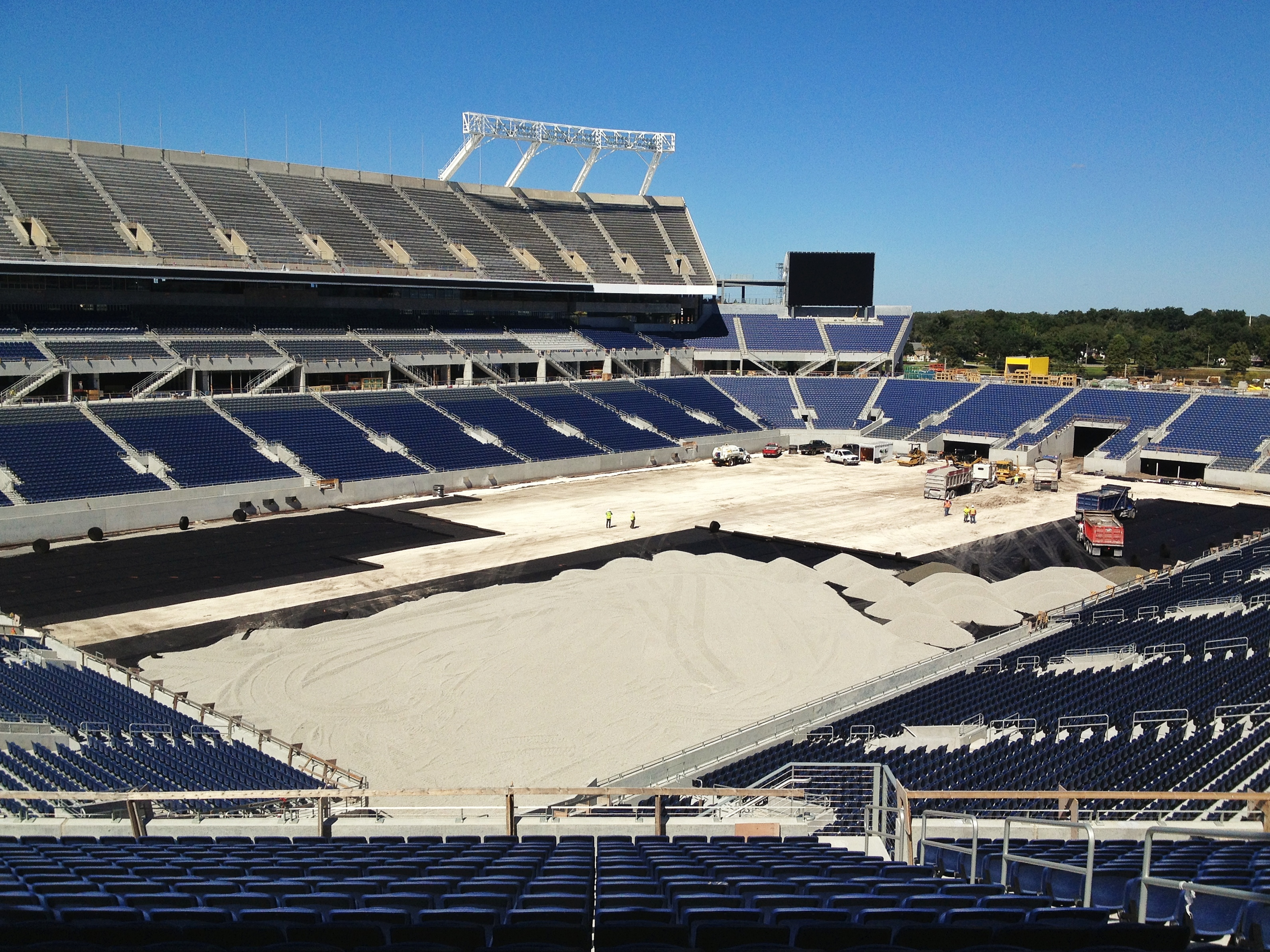
Der Florida Citrus Bowl im Oktober 2014 während der Renovierung